# Captain Joe
Captain Joe (* 1984; bürgerlich: Joseph Diebolder) ist ein britisch-deutscher Pilot und Webvideoproduzent, der den gleichnamigen englischsprachigen YouTube-Kanal Captain Joe betreibt.

## Youtube-Kanal
Captain Joe gilt als einer der erfolgreichsten YouTube-Kanäle zum Thema Luftfahrt. Joe nutzt YouTube und Instagram, um Passagieren, Flugschülern und anderen Interessierten das Fliegen näher zu bringen.

## Leben
Diebolder wurde 1984 in Freiburg geboren. Er war nach Abschluss seiner Pilotenausbildung in Vero Beach ab 2008 als Absetzpilot für Fallschirmspringer im Allgäu tätig. Seine ersten Flugerfahrungen hat er auf einer Pilatus Porter gesammelt. Von 2010 bis 2017 arbeitete Diebolder als Verkehrspilot auf der Airbus-A320-Familie bei airberlin und war in Stuttgart, Düsseldorf und München stationiert. Infolge deren Insolvenz gab Diebolder 2017 seinen Wechsel zur luxemburgischen Frachtairline Cargolux bekannt, wo er als Erster Offizier auf der Boeing 747-400F und 747-8F arbeitet. Diebolder lebt in München.
Captain Joe vermittelt auch als Pilot und YouTube-Star sein "geheimes Pilotenwissen" morgendlich auf Bayern 1 und hält Präsentationen und Motivationsreden an Flugschulen und Universitäten. 
2018 gründete er die Organisation „Captain Joe - Spreading Wings Charity“, welche angehende Piloten finanziell während ihrer Ausbildung unterstützt.